# AFC Cup 2011
Der AFC Cup 2011 war die achte Ausgabe des von der Asian Football Confederation (AFC) ausgetragenen AFC Cups. Im Zuge einer Restrukturierung und Aufwertung der AFC Champions League nach neuen Kriterien erhielt auch der AFC Cup ab 2009 ein anderes Gesicht als in den Jahren zuvor. Das Turner fand vom 1. März bis zum 29. Oktober 2011 statt. Die Auslosung der Gruppenphase erfolgte am 7. Dezember 2010 am Hauptsitz des asiatischen Verbandes in Kuala Lumpur.

## Teilnahmeberechtigte Länder
Insgesamt nehmen 32 Mannschaften aus den angehörigen Verbänden der AFC am AFC Cup 2011 teil:
- je zwei Mannschaften aus:  Hongkong,  Irak,  Jemen,  Jordanien,  Kuwait,  Libanon,  Malediven,  Oman,  Syrien,  Vietnam
- je eine Mannschaft aus:  Bahrain (Antrag abgezogen; ersetzt durch  Usbekistan),  Indien,  Thailand
- vier Einladungen für Mannschaften aus:  Indonesien,  Irak,  Singapur und  Usbekistan

Hinzu kommen auch die vier Verlierer aus den Play-offs der AFC Champions League 2011 und die zwei Finalisten des AFC Cup 2010, die die Kriterien zur Teilnahme an der AFC Champions League nicht erfüllt haben und automatisch einen Platz für den AFC Cup 2011 erhalten haben.

## Modus

### Gruppenphase
In der Gruppenphase spielen 32 Mannschaften in acht Gruppen mit jeweils vier Teams im Ligamodus (Hin- und Rückspiel) nach der Drei-Punkte-Regel. Dabei werden die Mannschaften nach geographischen Gesichtspunkten aufgeteilt: In den Gruppen A bis E spielen Teams aus West- und Zentralasien, in den Gruppen F bis H treten Mannschaften aus Ost- und Südostasien an. Die beiden Gruppenersten qualifizieren sich für die Finalrunde der letzten 16.

### Finalrunde
Das Achtelfinale wird ausgelost und in nur einem Spiel entschieden. Ab dem Viertelfinale wird im K.-o.-System mit Hin- und Rückspiel der Turniersieger ausgespielt, wobei die Auswärtstorregel gilt. Sollte auch im Rückspiel und/oder Endspiel nach regulärer Spielzeit und Verlängerung kein Sieger feststehen, wird der Sieger im Elfmeterschießen ermittelt.
Das Finale wird in nur einem Spiel ausgetragen. Austragungsort ist das Heimstadion eines der beiden Finalisten.

## Qualifizierte Mannschaften

### Gruppenphase
| Westasien       | Westasien                                            |
| Verein          | Qualifikationsberechtigung                           |
| --------------- | ---------------------------------------------------- |
| Duhok SC        | Dawri Al-Nokhba: Meister 2009/10                     |
| Al-Talaba SC    | Dawri Al-Nokhba: Vizemeister 2009/10                 |
| Arbil Club1     | Dawri Al-Nokhba: 4. Platz                            |
| al-Faisaly      | Jordanische 1. Liga: Meister 2009/10                 |
| al-Wihdat       | Jordan FA Cup: Pokalsieger 2009/10                   |
| Al-Qadsia2      | AFC Cup 2010: Finalist                               |
| Al-Kuwait       | Kuwaiti Premier League: Vizemeister 2009/10          |
| Al-Nasr         | Kuwaiti Premier League: 3. Platz                     |
| Al-Ahed         | Meister Libanesische Premier League 2009/10          |
| Al-Ansar        | Pokalsieger 2009/10                                  |
| Al-Suwaiq       | Omani League: Meister 2009/10                        |
| Al-Oruba        | Sultan Qaboos Cup: Pokalsieger 2010                  |
| Al-Dschaisch    | Syrische Profiliga: Meister 2009/10                  |
| Al-Karama       | Pokal der Republik: Pokalsieger 2009/10              |
| Nasaf Karschi1  | Usbekische Professionelle Fußballliga: 3. Platz 2010 |
| Shoʻrtan Guzar3 | Usbekische Professionelle Fußballliga: 4. Platz 2010 |
| Al-Saqr SC      | Yemeni League: Meister 2009/10                       |
| Al-Tilal        | Yemeni President Cup: Pokalsieger 2010               |
| Al-Ittihad      | AFC Cup 2010: Gewinner Champions League Play-off     |
| Dempo SC        | Champions League Play-off                            |

| Ostasien               | Ostasien                                                                                                |
| Verein                 | Qualifikationsberechtigung                                                                              |
| ---------------------- | --- |
| South China AA         | Hong Kong First Division League: Meister 2009/10 Hong Kong Senior Challenge Shield: Pokalsieger 2009/10 |
| TSW Pegasus            | Hong Kong FA Cup: Pokalsieger 2009/10                                                                   |
| Kingfisher East Bengal | Federation Cup: Pokalsieger 2010                                                                        |
| Persipura Jayapura1    | Indonesia Super League: Vizemeister 2009/10                                                             |
| VB Sports              | Dhivehi League: Meister 2010                                                                            |
| Victory SC             | Maldives FA Cup: Pokalsieger 2010                                                                       |
| Tampines Rovers1       | S. League: Vizemeister 2010                                                                             |
| FC Chonburi            | FA Cup: Pokalsieger 2010                                                                                |
| T&T Hà Nội             | V-League: Meister 2010                                                                                  |
| Sông Lam Nghệ An       | Vietnamesischer Pokal: Pokalsieger 2010                                                                 |
| Muangthong United      | Champions League Play-off                                                                               |
| Sriwijaya FC           | Champions League Play-off                                                                               |

1 Einladung zur Teilnahme.

2 Al-Qadsia hat die Teilnahmekriterien für die Champions League nicht erfüllt, deswegen hat einen Platz für die AFC Cup erhalten.

3 Eingeladen als Ersatz von Al-Ahli (Bahraini Premier League 2010 Meister).

## Spieltage
- Gruppenphase: 1./2. März, 15./16. März, 12./13. April, 26./27. April, 3./4. Mai, 10./11. Mai
- Achtelfinale: 24./25. Mai
- Viertelfinale: 13. und 27. September
- Halbfinale: 4. und 18. Oktober
- Finale: 29. Oktober

## Gruppenphase

### Gruppe A
| Pl. | Verein        | Sp. | S | U | N | Tore    | Diff. | Punkte |
| --- | ------------- | --- | - | - | - | ------- | ----- | ------ |
| 1.  | Nasaf Karschi | 6   | 6 | 0 | 0 | 030:400 | +26   | 18     |
| 2.  | Dempo SC      | 6   | 2 | 1 | 3 | 006:190 | −13   | 07     |
| 3.  | Al-Ansar      | 6   | 2 | 0 | 4 | 008:120 | −4    | 06     |
| 4.  | Al-Tilal      | 6   | 1 | 1 | 4 | 009:180 | −9    | 04     |

|               | ANS | TIL | DEM | NAS |
| ------------- | --- | --- | --- | --- |
| Al-Ansar      |     | 0:2 | 2:0 | 1:4 |
| Al-Tilal      | 1:4 |     | 2:2 | 2:3 |
| Dempo SC      | 2:1 | 2:1 |     | 0:4 |
| Nasaf Karschi | 3:0 | 7:1 | 9:0 |     |

### Gruppe B
| Pl. | Verein         | Sp. | S | U | N | Tore    | Diff. | Punkte |
| --- | -------------- | --- | - | - | - | ------- | ----- | ------ |
| 1.  | Al-Qadsia      | 6   | 4 | 2 | 0 | 015:500 | +10   | 14     |
| 2.  | Shoʻrtan Guzar | 6   | 2 | 3 | 1 | 010:800 | +2    | 09     |
| 3.  | Al-Ittihad     | 6   | 2 | 2 | 2 | 007:700 | ±0    | 08     |
| 4.  | Al-Saqr SC     | 6   | 0 | 1 | 5 | 005:170 | −12   | 01     |

|                | ITT | QAD | SAQ | SHO |
| -------------- | --- | --- | --- | --- |
| Al-Ittihad     |     | 0:2 | 2:0 | 0:0 |
| Al-Qadsia      | 3:2 |     | 3:0 | 4:0 |
| Al-Saqr SC     | 1:2 | 2:2 |     | 0:1 |
| Shoʻrtan Guzar | 1:1 | 1:1 | 7:2 |     |

### Gruppe C
| Pl. | Verein       | Sp. | S | U | N | Tore    | Diff. | Punkte |
| --- | ------------ | --- | - | - | - | ------- | ----- | ------ |
| 1.  | Duhok SC     | 6   | 3 | 2 | 1 | 006:300 | +3    | 11     |
| 2.  | al-Faisaly   | 6   | 3 | 2 | 1 | 008:600 | +2    | 11     |
| 3.  | Al-Dschaisch | 6   | 3 | 2 | 1 | 008:400 | +4    | 11     |
| 4.  | Al-Nasr      | 6   | 0 | 0 | 6 | 002:110 | −9    | 0      |

|              | FAI | DSC | NAS | DUH |
| ------------ | --- | --- | --- | --- |
| al-Faisaly   |     | 2:0 | 2:1 | 0:0 |
| Al-Dschaisch | 1:1 |     | 2:1 | 0:0 |
| Al-Nasr      | 0:1 | 0:4 |     | 0:1 |
| Duhok SC     | 4:2 | 0:1 | 1:0 |     |

### Gruppe D
| Pl. | Verein       | Sp. | S | U | N | Tore    | Diff. | Punkte |
| --- | ------------ | --- | - | - | - | ------- | ----- | ------ |
| 1.  | al-Wihdat    | 6   | 4 | 2 | 0 | 011:300 | +8    | 14     |
| 2.  | Al-Kuwait    | 6   | 3 | 1 | 2 | 007:600 | +1    | 10     |
| 3.  | Al-Talaba SC | 6   | 1 | 2 | 3 | 004:600 | −2    | 05     |
| 4.  | Al-Suwaiq    | 6   | 0 | 3 | 3 | 005:120 | −7    | 03     |

|              | KUW | SUW | TAL | WIH |
| ------------ | --- | --- | --- | --- |
| Al-Kuwait    |     | 0:0 | 1:0 | 1:3 |
| Al-Suwaiq    | 1:3 |     | 1:2 | 1:1 |
| Al-Talaba SC | 1:2 | 1:1 |     | 0:1 |
| al-Wihdat    | 1:0 | 5:1 | 0:0 |     |

### Gruppe E
| Pl. | Verein     | Sp. | S | U | N | Tore    | Diff. | Punkte |
| --- | ---------- | --- | - | - | - | ------- | ----- | ------ |
| 1.  | Arbil Club | 6   | 4 | 2 | 0 | 017:400 | +13   | 14     |
| 2.  | Al-Ahed    | 6   | 2 | 0 | 4 | 011:130 | −2    | 06     |
| 3.  | Al-Oruba   | 6   | 1 | 3 | 2 | 004:100 | −6    | 06     |
| 4.  | Al-Karama  | 6   | 1 | 3 | 2 | 008:130 | −5    | 06     |

|            | AHE | KAR | ORU | ARB |
| ---------- | --- | --- | --- | --- |
| Al-Ahed    |     | 4:1 | 2:0 | 1:2 |
| Al-Karama  | 3:2 |     | 2:2 | 0:3 |
| Al-Oruba   | 1:0 | 1:1 |     | 0:5 |
| Arbil Club | 6:2 | 1:1 | 0:0 |     |

### Gruppe F
| Pl. | Verein           | Sp. | S | U | N | Tore    | Diff. | Punkte |
| --- | ---------------- | --- | - | - | - | ------- | ----- | ------ |
| 1.  | Sông Lam Nghệ An | 6   | 4 | 0 | 2 | 016:100 | +6    | 12     |
| 2.  | Sriwijaya FC     | 6   | 3 | 1 | 2 | 009:110 | −2    | 10     |
| 3.  | TSW Pegasus      | 6   | 3 | 0 | 3 | 015:120 | +3    | 09     |
| 4.  | VB Sports        | 6   | 1 | 1 | 4 | 009:160 | −7    | 04     |

|                  | SLN | SRW | TSW | VBS |
| ---------------- | --- | --- | --- | --- |
| Sông Lam Nghệ An |     | 4:0 | 1:2 | 4:2 |
| Sriwijaya FC     | 3:1 |     | 3:2 | 1:1 |
| TSW Pegasus      | 2:3 | 1:2 |     | 3:0 |
| VB Sports        | 1:3 | 2:0 | 3:5 |     |

### Gruppe G
| Pl. | Verein            | Sp. | S | U | N | Tore    | Diff. | Punkte |
| --- | ----------------- | --- | - | - | - | ------- | ----- | ------ |
| 1.  | Muangthong United | 6   | 4 | 2 | 0 | 014:100 | +13   | 14     |
| 2.  | Tampines Rovers   | 6   | 3 | 2 | 1 | 012:800 | +4    | 11     |
| 3.  | T&T Hà Nội        | 6   | 2 | 2 | 2 | 005:800 | −3    | 08     |
| 4.  | Victory SC        | 6   | 0 | 0 | 6 | 001:150 | −14   | 0      |

|                   | HTT | MTU | TRV | VIC |
| ----------------- | --- | --- | --- | --- |
| T&T Hà Nội        |     | 0:0 | 1:1 | 2:0 |
| Muangthong United | 4:0 |     | 4:0 | 1:0 |
| Tampines Rovers   | 3:1 | 1:1 |     | 4:0 |
| Victory SC        | 0:1 | 0:4 | 1:3 |     |

### Gruppe H
| Pl. | Verein             | Sp. | S | U | N | Tore    | Diff. | Punkte |
| --- | ------------------ | --- | - | - | - | ------- | ----- | ------ |
| 1.  | FC Chonburi        | 6   | 4 | 1 | 1 | 018:800 | +10   | 13     |
| 2.  | Persipura Jayapura | 6   | 3 | 2 | 1 | 014:900 | +5    | 11     |
| 3.  | South China AA     | 6   | 1 | 2 | 3 | 007:140 | −7    | 05     |
| 4.  | East Bengal FC     | 6   | 0 | 3 | 3 | 009:170 | −8    | 03     |

|                        | CHO | KEB | PJY | SCA |
| ---------------------- | --- | --- | --- | --- |
| FC Chonburi            |     | 4:0 | 4:1 | 3:0 |
| Kingfisher East Bengal | 4:4 |     | 1:1 | 3:3 |
| Persipura Jayapura     | 3:0 | 4:1 |     | 4:2 |
| South China AA         | 0:3 | 1:0 | 1:1 |     |

## Finalrunde

### Achtelfinale
Die Begegnungen finden am 24. und 25. Mai 2011 statt, Rückspiele gibt es im Achtelfinale nicht.
|                   | Ergebnis              |                    |
| ----------------- | --------------------- | ------------------ |
| Nasaf Karschi     | 2:1                   | al-Faisaly         |
| Duhok SC          | 1:0                   | Dempo SC           |
| Al-Qadsia         | 2:2 n. V. (2:3 i. E.) | Al-Kuwait          |
| al-Wihdat         | 2:1                   | Shoʻrtan Guzar     |
| Arbil Club        | 1:0 n. V.             | Tampines Rovers    |
| Muangthong United | 4:0                   | Al-Ahed            |
| Sông Lam Nghệ An  | 1:3                   | Persipura Jayapura |
| FC Chonburi       | 3:0                   | Sriwijaya FC       |

### Viertelfinale
Die Hinspiele fanden am 13. September, die Rückspiele am 27. September 2011 statt.
|                    | Gesamt          |                   | Hinspiel | Rückspiel |
| ------------------ | --------------- | ----------------- | -------- | --------- |
| Persipura Jayapura | 1:3             | Arbil Club        | 1:2      | 0:1       |
| FC Chonburi        | 1:1 (3:4 i. E.) | Nasaf Karschi     | 0:1      | 1:0 n. V. |
| Al-Kuwait          | 1:0             | Muangthong United | 1:0      | 0:0       |
| al-Wihdat          | 8:1             | Duhok SC          | 5:1      | 3:0       |

### Halbfinale
Die Hinspiele finden am 4. Oktober, die Rückspiele am 18. Oktober 2011 statt.
|               | Gesamt |           | Hinspiel | Rückspiel |
| ------------- | ------ | --------- | -------- | --------- |
| Nasaf Karschi | 2:1    | al-Wihdat | 1:0      | 1:1       |
| Arbil Club    | 3:5    | Al-Kuwait | 0:2      | 3:3       |

### Finale
| Nasaf Karschi                                                   | Nasaf Karschi | Al-Kuwait | Al-Kuwait |
| --------------------------------------------------------------- | --- | --- | --------- |
| Nasaf Karschi                                                   | \| 29. Oktober 2011 um 19:00 Uhr in Qarshi (Zentralstadion Qarshi) \| \| Ergebnis: 2:1 (0:0) \| \| Zuschauer: 15.753 \| \| Schiedsrichter: Kim Dong-jin ( Südkorea) \| | \| 29. Oktober 2011 um 19:00 Uhr in Qarshi (Zentralstadion Qarshi) \| \| Ergebnis: 2:1 (0:0) \| \| Zuschauer: 15.753 \| \| Schiedsrichter: Kim Dong-jin ( Südkorea) \|                                                                                       | Al-Kuwait |
| Nasaf Karschi                                                   | Murod Zukhurov – Maksud Karimov, Botir Qoraev, Bojan Mališić – Jahongir Djiyamurodov, Andrejs Perepļotkins, Lutfulla Turaev, Artur Gevorkyan, Erkin Boydullaev – Ilkhom Shomurodov (84. Fozil Musaev), Ivan Bošković (90.+4' Artyom Filiposyan) Cheftrainer: Anatoliy Demyanenko ( Ukraine) | Khaled Al Fadhli – Yaqoub Al Taher, Fahad Awadh, Hussain Hakem (80. Ali Al Kandari), Ahmad Al Subaih (61. Abdullah Al Buraiki) – Lassana Fané, Rafat Ali, Naser Al Qahtani – Khaled Al Shammari, Rogério, Boris Kabi Cheftrainer: Dragan Talajić ( Kroatien) | Al-Kuwait |
| Nasaf Karschi                                                   | 1:0 Shomurodov (62.) 2:0 Perepļotkins (65.) | 2:1 Kabi (68.) | Al-Kuwait |
| Nasaf Karschi                                                   | Zukhurov (88.), Mališić (89.) | Kabi (26.), Al Subaih (35.), Hakem (49.) | Al-Kuwait |
| 29. Oktober 2011 um 19:00 Uhr in Qarshi (Zentralstadion Qarshi) | | |           |
| Ergebnis: 2:1 (0:0)                                             | | |           |
| Zuschauer: 15.753                                               | | |           |
| Schiedsrichter: Kim Dong-jin ( Südkorea)                        | | |           |